# Rāpch
Rāpch (persiska: راپچ, سيرامَچ, سيرَمُه, سيرمَچ) är en ort i Iran.   Den ligger i provinsen Hormozgan, i den sydöstra delen av landet, 1 300 km sydost om huvudstaden Teheran. Rāpch ligger 8 meter över havet och antalet invånare är 282.
Terrängen runt Rāpch är platt. Runt Rāpch är det mycket glesbefolkat, med 7 invånare per kvadratkilometer. Närmaste större samhälle är Sūrgalm, 14,4 km väster om Rāpch. Trakten runt Rāpch är ofruktbar med lite eller ingen växtlighet.